# 토머스 스태퍼드

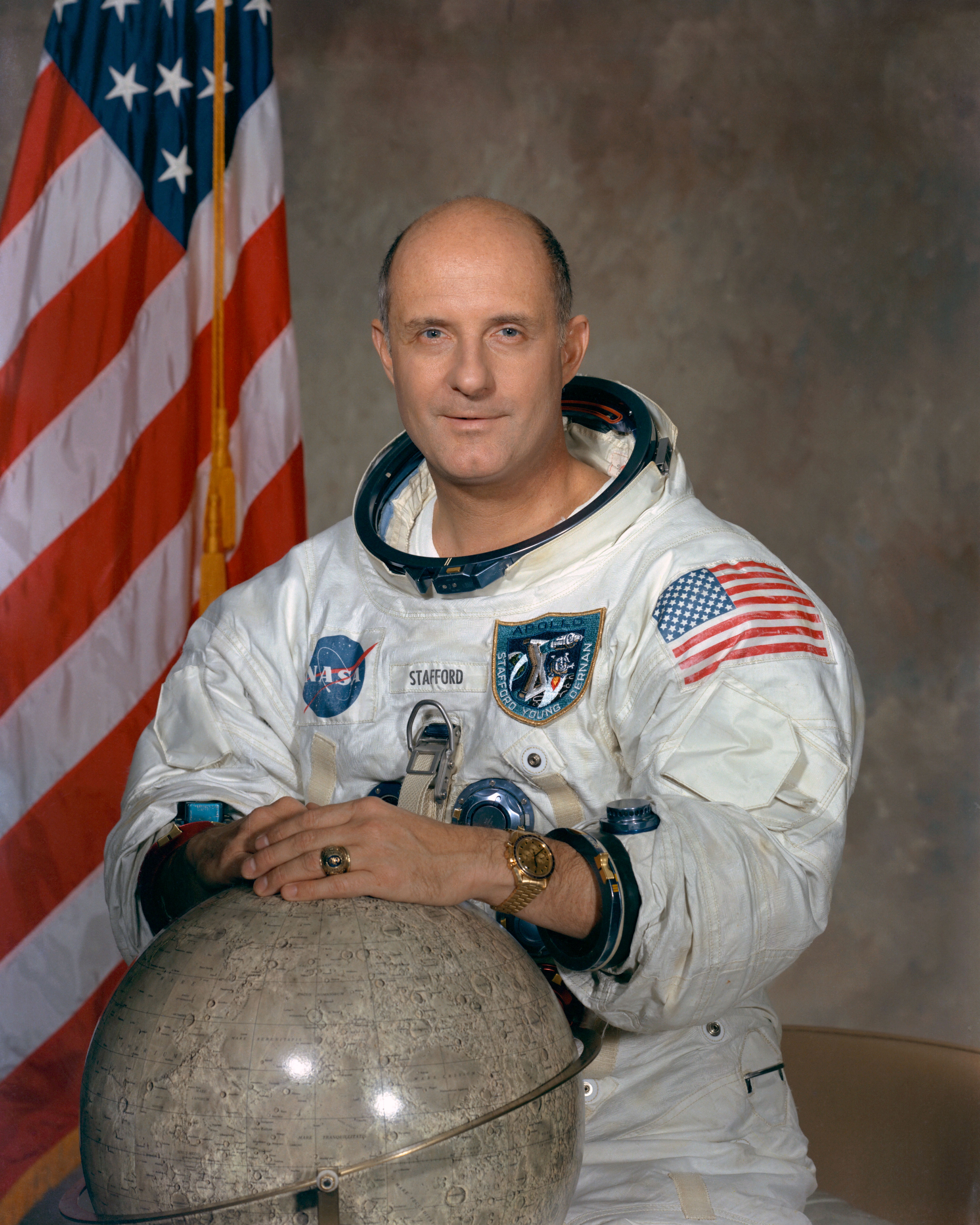
1972년 모습

토머스 스태퍼드(Thomas P. Stafford, 본명: 토머스 패튼 스태퍼드, Thomas Patten Stafford, 1930년 9월 17일 ~ 2024년 3월 18일)는 미국 공군 장교, 시험 조종사, NASA 우주비행사이자 달로 비행한 24명의 우주 비행사 중 한 명이었다. 또한 1969년부터 1971년까지 우주비행사 사무국장을 역임했다.
미국 해군사관학교를 졸업한 후 스태퍼드는 미국 공군에 임관하여 F-86 세이버를 조종한 후 시험 조종사가 되었다. 그는 1962년 우주 비행사로 선발되어 1965년 제미니 6A호, 1966년 제미니 9A호에 탑승했다. 1969년에는 달 궤도를 도는 두 번째 유인 임무인 아폴로 10호의 지휘를 맡았다. 여기에서 그와 유진 서넌은 최초로 달 궤도에서 아폴로 달 모듈을 비행하여 고도 9마일까지 하강했다.
1975년 스태포드는 최초의 미-소 합동 우주 임무인 아폴로-소유스 시험 계획(ASTP) 비행의 사령관이었다. 당시 준장이었던 그는 우주 비행을 한 최초의 장군이 되었다. 그는 해군 사관학교에서 처음으로 장군의 첫 번째, 두 번째, 세 번째 별을 붙인 회원이었다. 그는 우주에서 6번의 만남을 갖고 507시간의 우주 비행을 기록했다.
스태퍼드는 120가지 이상의 고정익 및 회전 항공기와 3가지 유형의 우주선을 비행했다. 월리 쉬라, 유진 서넌, 존 영이 사망한 후 그는 제미니 6A호, 제미니 9A호 및 아폴로 10호의 마지막 생존 승무원이었다.
1993년에 스태퍼드 항공우주박물관이 그의 고향인 오클라호마주 웨더포드에 설립되었다. 원래 방이 두 개뿐이었지만 이제는 5,850m2(63,000평방피트)가 넘는 유물 공간으로 성장했다. 이 박물관은 스미스소니언 협회 계열사이며 우주 경쟁에 사용되었을 시험 발사 엔진(미국 로켓다인 F-1 엔진과 소련 NK-33 엔진)을 소장하고 있는 세계 유일의 박물관이다. 그 안에는 그와 시라가 제미니 7호와의 만남을 위해 비행했던 제미니 6호 우주선이 보관되어 있다.